# Trophée NHK 2011
Navigation
Édition précédente Édition suivante
Le Trophée NHK (en anglais : NHK Trophy) est une compétition internationale de patinage artistique qui se déroule au Japon au cours de l'automne. Il accueille des patineurs amateurs de niveau senior dans quatre catégories: simple messieurs, simple dames, couple artistique et danse sur glace.
Le trente-troisième Trophée NHK est organisé du 10 au 13 novembre 2011 au Makomanai Indoor Stadium à Sapporo. Il est la quatrième compétition du Grand Prix ISU senior de la saison 2011/2012.
L'américain Brandon Mroz réalise le premier quadruple lutz en compétition.

## Résultats

### Messieurs
| Rang | Nom                 | Pays       | Points | Programme court | Programme court | Programme libre | Programme libre |
| ---- | ------------------- | ---------- | ------ | --------------- | --------------- | --------------- | --------------- |
| 1    | Daisuke Takahashi   | Japon      | 259.75 | 1               | 90.43           | 1               | 169.32          |
| 2    | Takahiko Kozuka     | Japon      | 235.02 | 2               | 79.77           | 2               | 155.25          |
| 3    | Ross Miner          | États-Unis | 212.36 | 6               | 71.12           | 4               | 141.24          |
| 4    | Samuel Contesti     | Italie     | 209.69 | 7               | 63.83           | 3               | 145.86          |
| 5    | Tomáš Verner        | Tchéquie   | 196.63 | 9               | 62.96           | 5               | 133.67          |
| 6    | Konstantin Menshov  | Russie     | 195.88 | 4               | 74.67           | 8               | 121.21          |
| 7    | Tatsuki Machida     | Japon      | 195.45 | 5               | 72.26           | 6               | 123.19          |
| 8    | Armin Mahbanoozadeh | États-Unis | 185.58 | 8               | 63.52           | 7               | 122.06          |
| 9    | Brandon Mroz        | États-Unis | 184.83 | 3               | 74.83           | 9               | 110.00          |

### Dames

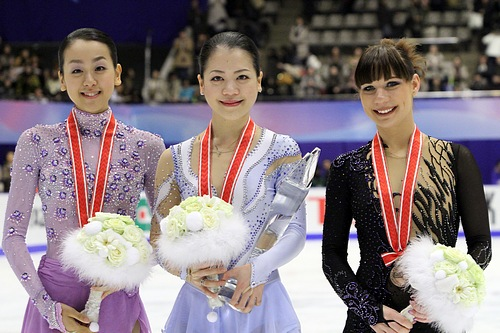
Podium des Dames

| Rang | Nom                  | Pays       | Points | Programme court | Programme court | Programme libre | Programme libre |
| ---- | -------------------- | ---------- | ------ | --------------- | --------------- | --------------- | --------------- |
| 1    | Akiko Suzuki         | Japon      | 185.98 | 1               | 66.55           | 2               | 119.43          |
| 2    | Mao Asada            | Japon      | 184.19 | 3               | 58.42           | 1               | 125.77          |
| 3    | Alena Leonova        | Russie     | 170.68 | 2               | 61.76           | 4               | 108.92          |
| 4    | Ashley Wagner        | États-Unis | 165.65 | 5               | 55.88           | 3               | 109.77          |
| 5    | Elene Gedevanishvili | Géorgie    | 160.44 | 4               | 55.88           | 6               | 103.07          |
| 6    | Kiira Korpi          | Finlande   | 157.53 | 7               | 53.70           | 5               | 103.83          |
| 7    | Maé-Bérénice Méité   | France     | 143.69 | 8               | 52.05           | 7               | 91.64           |
| 8    | Agnes Zawadzki       | États-Unis | 138.19 | 6               | 53.84           | 9               | 84.35           |
| 9    | Cynthia Phaneuf      | Canada     | 131.82 | 9               | 45.42           | 8               | 86.40           |
| 10   | Shoko Ishikawa       | Japon      | 122.14 | 10              | 45.07           | 10              | 77.07           |

### Couples

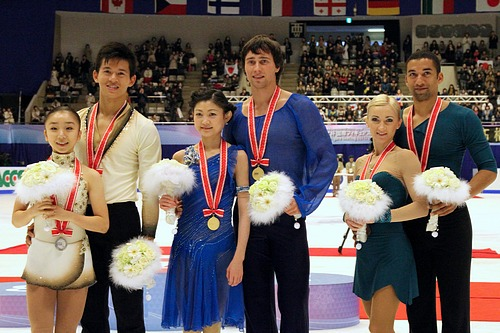
Podium des couples artistiques

| Rang | Nom                                     | Pays       | Points | Programme court | Programme court | Programme libre | Programme libre |
| ---- | --------------------------------------- | ---------- | ------ | --------------- | --------------- | --------------- | --------------- |
| 1    | Yuko Kavaguti / Alexandre Smirnov       | Russie     | 177.51 | 5               | 55.02           | 1               | 122.49          |
| 2    | Narumi Takahashi / Mervin Tran          | Japon      | 172.09 | 2               | 57.89           | 2               | 114.20          |
| 3    | Aljona Savchenko / Robin Szolkowy       | Allemagne  | 171.68 | 1               | 59.23           | 3               | 112.45          |
| 4    | Stefania Berton / Ondřej Hotárek        | Italie     | 163.83 | 3               | 56.23           | 5               | 107.60          |
| 5    | Caydee Denney / John Coughlin           | États-Unis | 163.75 | 4               | 55.48           | 4               | 108.27          |
| 6    | Lubov Iliushechkina / Nodari Maisuradze | Russie     | 159.01 | 6               | 53.12           | 6               | 105.89          |
| 7    | Marissa Castelli / Simon Shnapir        | États-Unis | 149.02 | 7               | 49.93           | 7               | 99.09           |
| 8    | Natasha Purich / Raymond Schultz        | Canada     | 128.17 | 8               | 45.56           | 8               | 82.61           |

### Danse sur glace

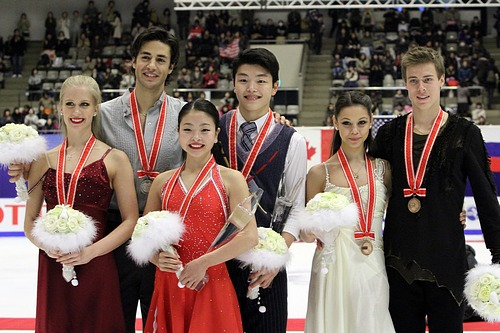
Podium de la danse sur glace

| Rang    | Nom                                          | Pays       | Points | Danse courte | Danse courte | Danse libre | Danse libre |
| ------- | -------------------------------------------- | ---------- | ------ | ------------ | ------------ | ----------- | ----------- |
| 1       | Maia Shibutani / Alex Shibutani              | États-Unis | 151.85 | 3            | 59.02        | 1           | 92.83       |
| 2       | Kaitlyn Weaver / Andrew Poje                 | Canada     | 151.76 | 2            | 60.07        | 2           | 91.69       |
| 3       | Elena Ilinykh / Nikita Katsalapov            | Russie     | 149.48 | 1            | 61.83        | 3           | 87.65       |
| 4       | Nelli Zhiganshina / Alexander Gazsi          | Allemagne  | 136.12 | 4            | 55.69        | 4           | 80.43       |
| 5       | Lorenza Alessandrini / Simone Vaturi         | Italie     | 133.29 | 5            | 54.37        | 5           | 78.92       |
| 6       | Lynn Kriengkrairut / Logan Giulietti-Schmitt | États-Unis | 126.39 | 6            | 50.81        | 6           | 75.58       |
| 7       | Cathy Reed / Chris Reed                      | Japon      | 123.22 | 8            | 49.36        | 7           | 73.86       |
| Abandon | Alexandra Paul / Mitchell Islam              | Canada     |        | 7            | 49.36        |             |             |

## Sources
- Résultats du Trophée NHK 2011 sur le site de l'ISU
- Patinage Magazine N°129 (Janvier/Février 2012)